# Kapliczka św. Jana Nepomucena w Spale
Kapliczka św. Jana Nepomucena w Spale – kaplica przydrożna zlokalizowana we wschodniej części Spały (województwo łódzkie, powiat tomaszowski), w pobliżu Izby Pamięci Leśników i Drzewiarzy.

## Historia i architektura
Ceglana kaplica stanowi najstarszą, murowaną budowlę Spały. Posadowiono ją w 1877, w pobliżu mostu na strudze Gać (św. Jan Nepomucen jest m.in. orędownikiem podczas powodzi i patronem budowniczych mostów). Ufundował ją jeden z mieszkańców miejscowości, jako wotum za uratowanie tonącego w młyńskim stawidle syna.
We wnętrzu obiektu stoi figura św. Jana Nepomucena.